# Dacia Sandero
La Dacia Sandero est une automobile de la marque roumaine Dacia (sous la tutelle de Renault). Cette voiture est une citadine économique mais avec un coffre spatieux. C'est une des rare voiture encore vendue avec option GPL. Cette voiture est un best-seller en France (et en Europe).